# Gudetama
Gudetama (ぐでたま) a japán Sanrio vállalat 2013-ban alkotott karaktere. Gudetama egy antropomorf, lusta és szomorú felütött nyers tojás. Neve összevonás, a lusta (ぐでぐで; Hepburn: gudegude) és tojás (たまご; Hepburn: tamago) szavakból. Megalkotója Nagasima Emi (永嶋 瑛美; Hepburn: Nagashima Emi), azaz Amy, a Sanrio egyik tervezője.
Eredetileg a kiskamaszoknak szánták, de a tinédzserek és a felnőttek körében lett igazán népszerű, mert átélhető módon testesíti meg a modern társadalomban való túlélés nehézségeit. Ezért a célcsoport kibővült az Y-generációval. 2019-ben Gudetama a Sanrio harmadik legkifizetődőbb karaktere volt. 2014 és 2020 között a TBS csatornán futott animációs sorozat a főszereplésével, 2022 decemberében pedig Netflix-sorozat készült vele, Gudetama zseniális kalandja címmel.

## Gudetama zseniális kalandja
Szereplők
- Gudetama (Lustitojás): Seder Gábor
- Naposcsibe: Dér Marus
- Kaviár: Czető Ádám
- Tojásszusi: Seszták Szabolcs
- Anya: Törtei Tünde